# Solar Blooms
Solar Blooms — український рок-гурт родом з Луцька. Виконує пісні у стилях прогресивний та психоделічний рок.

## Історія
Гурт був створений у 2013 під назвою «Jackson Crack» у Луцьку. У цей час гурт більше працював у стилі хард-року, випустивши два альбоми: «Superfire Megablast» та «Start to Breathe». З другим альбомом гурт їздив у тур до Болгарії та Румунії. Під такою назвою гурт проіснував до 2021 без змін у складі.
У 2021 році учасники вирішили змінити звучання та назву на «Solar Blooms». Згодом у гурті змінився барабанщик і місце Олексія Криворучка змінив Павло Веснянка який був учасником колективу до початку 2024 року. 
19 квітня 2024 року гурт випустив свій дебютний повноформатний альбом під назвою "Akháli Dzális Dabadéba", що в перекладі з грузинської мови означає "Народження Нової Сили".

## Склад гурту
- Давид Маргалітадзе — вокал, гітара, клавішні
- Андрій Швай — гітара
- Сергій Ярощук — бас-гітара

### Колишні учасники
- Олексій Криворучко — ударна установка

- Павло Веснянка — ударна установка

## Дискографія

### Jackson Crack
- «Superfire Megablast» — дебютний альбом, що побачив світ у 2014. Складався з 8 пісень, стиль яких учасники гурту описують як юнацький хард-рок з довгими піснями та купою гітарних соло.

- «Start to Breathe» — другий альбом був представлений у 2017 році та складався з 7 композицій. У цьому релізі відчутний вплив прогресивного року, особливо гуртів The Mars Volta і Mastodon.

### Solar Blooms
- «Akháli Dzális Dabadéba» - дебютний повноформатний альбом що вийшов 19 квітня 2024 року. Цей альбом містить 9 композицій, які являють собою суміш прогресивного року, психоделічного року,

дум-металу та хеві-металу. Альбому передували 4 сингли та пісня "Прокляття", перший україномовний трек колективу.
- Прокляття на YouTube — 2022
- Solid Soil — 2023
- Indifference — 2023
- Defeated — 2023
- Rays of Sun — 2023